# Wahrheitsbeweis
Der Wahrheitsbeweis ist in der Justiz der Beweis der Tatsächlichkeit einer ehrenrührigen Behauptung.

## Deutschland
Nach einem Wahrheitsbeweis kann eine Bestrafung wegen Beleidigung erfolgen, nicht aber eine wegen übler Nachrede (§ 186 StGB).
Tatsachenbehauptungen sind dem Wahrheitsbeweis oder dem Widerlegungsbeweis zugängig. 
Das rechtliche Gehör und den Wahrheitsbeweis von Recherchen und Behauptungen zu verweigern, ist Praxis mit der ein „Wahrheitsbeweis“ zu verhindern ist.

## Österreich
Auch in Österreich wird der Beschuldigte vom Vorwurf der üblen Nachrede (§ 111 StGB) exkulpiert, wenn er sich auf die Richtigkeit der
Behauptung beruft und ihm der Wahrheitsbeweis gelingt. Über Tatsachen des Privat- oder Familienlebens ist der Wahrheitsbeweis nicht zulässig (§ 112 StGB).
Im Medienrecht sind auch Beschimpfungen oder Verspottungen sowie diffamierende Darstellungen des höchstpersönlichen Lebensbereiches grundsätzlich dem Wahrheitsbeweis zugänglich (§§ 6, 7 MedienG).